# Certosa di Casotto
La Certosa di Casotto è un ex edificio religioso in Val Casotto, in provincia di Cuneo. 

## Storia

### La certosa
La certosa fu fondata da un gruppo di eremiti tra i quali Guglielmo da Fenoglio. Seconda per anno di fondazione in Italia soltanto alla Certosa di Serra San Bruno (1090), è stata un monastero certosino dal 1172 al 1802, quando fu soppressa e venduta all'asta mentre, durante il periodo napoleonico, il Piemonte era stato annesso alla Francia. Nel 1837 venne acquistato dai Savoia, per divenire una residenza di caccia.